# Hematurie

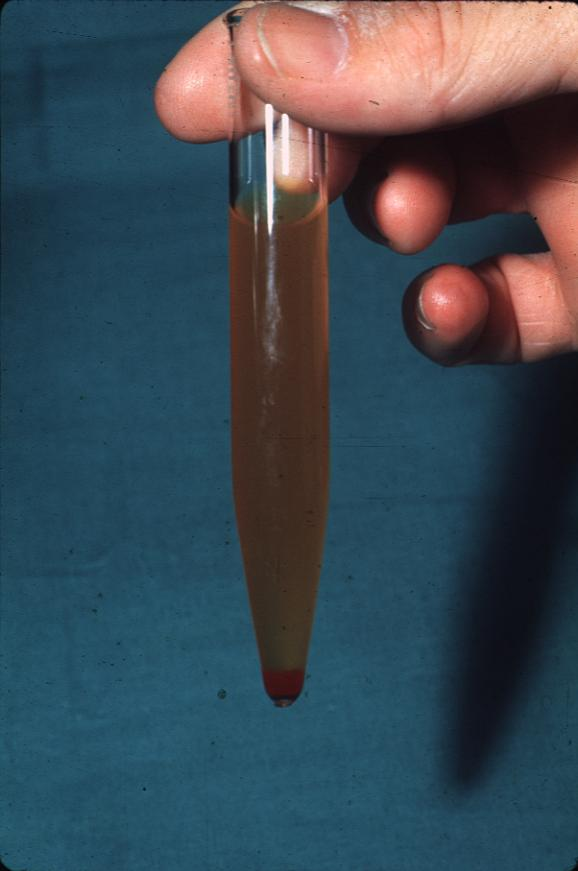
Krev v moči

Hematurie znamená v medicíně přítomnost krve v moči. Jedná se o příznak, který může mít mnoho příčin. Nejčastěji se objevují červené krvinky (erytrocyty) v moči, což může být známka nádoru, případně úrazu ledvin, močovodu, močové trubice, močového měchýře nebo prostaty. Obsahuje-li moč spolu s červenými krvinkami i bílé krvinky, může tento příznak signalizovat např. infekci močových cest.
Někdy se pro přítomnost krve v moči užívá název hemoglobinurie. Tento výraz ale není přesný, znamená totiž jen obsah červeného barviva (hemoglobinu) v moči.

## Typy zbarvení
- Červené krvinky
  - mikroskopická hematurie - zbarvení krve není okem viditelné, vidět jej můžeme pod mikroskopem
  - makroskopická hematurie - zbarvení krve je okem viditelné, typické červené nebo růžové zbarvení
- Ostatní pigmenty
  - betanin - látka obsažená v řepě, která může moč zbarvit do červena

## Diagnostika

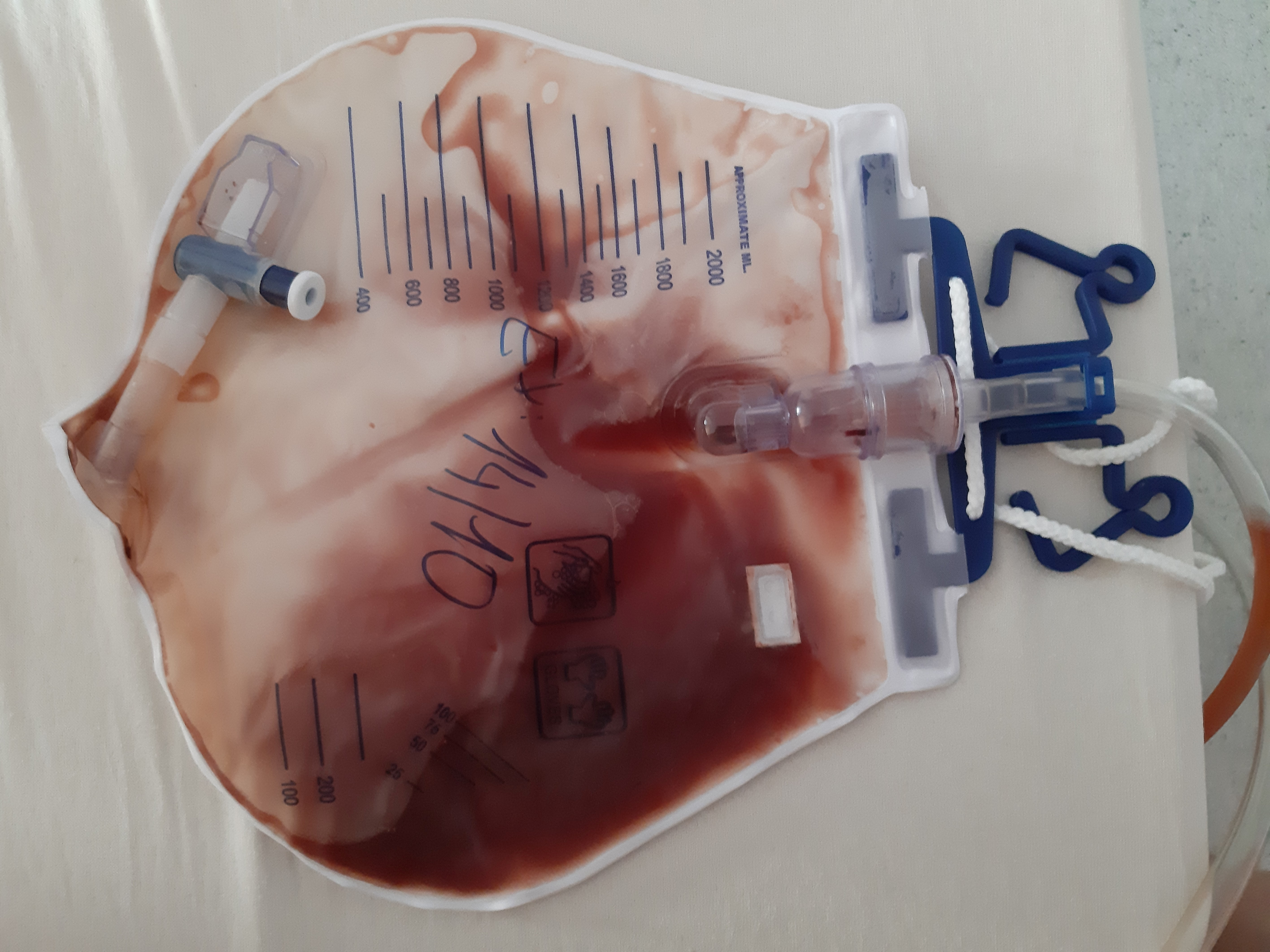
Postrenální hematurie - vlivem poškození močové trubice a prostaty se v moči objevila krev.

Při podezření na krev v moči se ihned dělají rozbory moči nebo obecně krevní testy, které by mohly odhalit některé z nádorů. Dále je používáno ultrazvukové vyšetření ledvin nebo močového ústrojí. Často se také pořizují rentgenové snímky k identifikaci ledvinových kamenů, tuto diagnostiku ale v dnešní době nahrazuje CT.

## Onemocnění
- IgA nefropatie (Bergerova nemoc)
- Ledvinové kameny
- Poranění ledvin
- Rakovina močového měchýře
- Rakovina ledvin
- Infekce močových cest